# アエティオケトゥス科
アエティオケトゥス科（学名：Aetiocetidae）は有歯ヒゲクジラ類の絶滅科であり、漸新世と始新世の最末期の北太平洋堆積物のみから産している。この科のクジラの体長は 3-8 m の範囲にある。記載された標本の多くは上部漸新統に相当する日本の茂螺湾累層 (Morawan Formation) から発見されており、最大のものは茂螺湾層の上部凝灰質シルト岩からのものである。正式に記載された同時代の他のヒゲクジラ類はもっと小さく、体長は 3-4 m であった。真のクジラヒゲをもつヒゲクジラ類は上部漸新統産の化石に見られる。本科の単系統性は未だ確実ではなく、初期の有歯ヒゲクジラ類（アエティオケトゥス科・Mammalodontidae・Llanocetidae）と現生の無歯ヒゲクジラ類との進化上の関係も同様によくわかっていない。しかし、Coronodon と Mystacodon の分岐分析では、アエティオケトゥス科と Llanocetidae は、Coronodon や Mystacodon よりもヒゲクジラ類クラウングループに近縁である。